# ASPM
Il gene ASPM (Abnormal spindle-like microcephaly-associated protein o abnormal spindle protein homolog) è un gene umano localizzato sul braccio lungo del cromosoma 1 (1q31), tra le basi 197.053.256 e 197.115.823. Codifica l'omonima proteina che svolge importanti funzioni nel processo di divisione cellulare, in particolare nello sviluppo del tessuto cerebrale, rendendo possibile la moltiplicazione delle cellule progenitrici di questo organo durante il periodo embrionale affinché raggiunga dimensioni e sviluppo adeguati. Le mutazioni nel gene ASPM sono responsabili di circa il 50% dei casi di una condizione presente fin dalla nascita chiamata microcefalia primaria ereditaria o microcefalia autosomica recessiva, in cui la testa e il cervello sono sottodimensionati e i pazienti affetti presentano anche deficit intellettivo e ritardo nello sviluppo. Sono state descritte più di 80 diverse mutazioni nel gene ASPM che possono causare questo disturbo.

## Studi animali
Il genere Rattus, ASPM, è espresso nei siti primari della neurogenesi corticale cerebrale prenatale. La differenza tra ASPM e ASPM è una singola, grande inserzione che codifica per i cosiddetti domini IQ. Studi nei topi suggeriscono anche un ruolo del prodotto genico ASPM espresso nella regolazione del fuso mitotico. La funzione è conservata, la proteina ASPM-1 di C. elegans ha dimostrato di essere localizzata agli astri del fuso, dove regola l'organizzazione e la rotazione del fuso interagendo con la calmodulina, la dineina e la LIN-5 legata alla NuMA.
Uno studio sui topi che ha esaminato la crescita del medulloblastoma nei topi per studiare il gene ASPM, un ortologo dell'ASPM umano, suggerisce che l'espressione di ASPM può guidare la neurogenesi cerebellare postnatale. Questo processo si verifica alla fine dell'embriogenesi e subito dopo la nascita, in un arco di tempo di circa 2 settimane nei topi e 12 mesi negli esseri umani, ed è regolato dall'espressione del gene Shh. Nei progenitori dei neuroni granulari cerebellari (CGNP) in proliferazione, l'espressione di Shh nei modelli murini ha mostrato una quantità di espressione di Aspm quattro volte superiore rispetto a quelli privati dell'espressione di Shh in vivo. Questa induzione di ASPM e la sua up-regolazione durante la neurogenesi cerebellare sono state osservate anche nella PCR in tempo reale, dove la sua espressione era relativamente alta al picco della neurogenesi e molto più bassa alla fine della neurogenesi. Inoltre, lo studio indica che ASPM è necessario per la neurogenesi cerebellare. In presenza di mutazioni e delezioni di ASPM KO, i modelli sperimentali di topi mostrano una riduzione del volume cerebellare alla risonanza magnetica, rispetto ai controlli. Oltre agli effetti di ASPM mutato sulla neurogenesi, queste mutazioni possono anche svolgere un ruolo nella differenziazione neurale. Osservando i cervelli adulti dei topi ASPM KO, si è riscontrata una tendenza alla riduzione delle dimensioni complessive e variazioni nello spessore corticale tra i modelli mutanti e quelli wild type. Nella corteccia somatosensoriale, i topi KO avevano una corteccia di strato I significativamente più spessa, una corteccia di strato VI più sottile e una diminuzione complessiva dello spessore corticale nella piastra corticale. Anche l'espressione di alcuni fattori di trascrizione era anormale nei topi KO. Ad esempio, Tbr1 e Satb2 avevano una maggiore presenza nella sottopiastra corticale, il primo dei quali è importante per la differenziazione e la migrazione neuronale e il secondo è un regolatore della trascrizione e del rimodellamento cromosomico.
Sebbene gli studi sui topi abbiano stabilito il ruolo delle mutazioni ASPM nella microcefalia, diversi hanno collegato questa mutazione ad altri difetti significativi. Uno studio ha mostrato una compromissione delle fibre nervose, con un'alterazione della forma della corteccia e del tessuto della materia bianca. Questo è stato dimostrato dopo la nascita, confrontando topi KO e controlli, dove sia il numero di cellule che lo spessore corticale erano diminuiti nei topi KO. Utilizzando una metodologia di colorazione delle cellule per l'analisi istologica, lo studio ha anche mostrato distanze più brevi tra neuroni adiacenti nei topi KO, indicando anomalie nell'allineamento delle cellule in assenza di ASPM normale.
Un altro impatto significativo dell'ASPM mutata si osserva nelle anomalie germinali nei modelli murini. È stato dimostrato che le mutazioni in ASPM riducono la fertilità sia nelle femmine che nei maschi, con una diminuzione del tasso di gravidanza e, di conseguenza, del numero di figli, nonché una diminuzione delle dimensioni delle ovaie, del numero di spermatozoi e delle dimensioni dei testicoli. L'attenzione alle mutazioni germinali gravi (rispetto alla microcefalia lieve) in questi modelli murini solleva la questione se la selezione dell'ASPM umano possa essere più significativamente legata alla riproduzione che alle dimensioni del cervello. Oltre ai modelli murini, uno studio che utilizza i furetti rivela ulteriori informazioni sull'ASPM e sul suo ruolo nel determinare le dimensioni e lo spessore corticale. I ricercatori di questo studio hanno preferito i furetti ai modelli murini a causa delle incongruenze tra gli effetti dell'ASPM nei topi e quelli dell'ASPM negli esseri umani: gli esseri umani affetti da microcefalia a causa di questa mutazione genetica tendono ad avere dimensioni cerebrali significativamente ridotte (circa il 50% di riduzione), mentre l'analoga mutazione nei topi provoca solo una lieve riduzione delle dimensioni cerebrali. I furetti mostrano anche maggiori somiglianze con gli esseri umani in termini di struttura cerebrale; il cervello dei furetti presenta una ghiribizzazione in quantità elevata, simile a quella degli esseri umani, a differenza del cervello relativamente liscio dei topi. Di conseguenza, la superficie corticale dei topi è minore rispetto a quella dei furetti e degli esseri umani. In questo studio del 2018, i ricercatori hanno preso di mira l'esone 15 dell'ASPM, la cui mutazione negli esseri umani è legata a gravi casi di microcefalia. Con la perdita di funzione dell'ASPM, i furetti con mutazioni dell'ASPM hanno registrato una diminuzione del 40% delle dimensioni complessive del cervello, senza alcuna riduzione delle dimensioni corporee, in modo simile agli effetti della perdita dell'ASPM negli esseri umani. Lo studio ha anche esaminato le vie e i meccanismi di sviluppo neurologico che portano alla neurogenesi nei furetti KO rispetto ai controlli WT, studiando in particolare tre diversi tipi di cellule progenitrici neuronali (NPC), che esprimono tutte il marcatore mitotico Ki-67 e subiscono una migrazione gliale radiale verso la placca corticale.

## Studi umani
La microcefalia primaria umana (MCPH) è un sottotipo distinto che viene ereditato geneticamente come tratto autosomico recessivo. La MCPH è caratterizzata da una corteccia cerebrale più piccola associata a un ritardo mentale da lieve a moderato e nessun altro deficit neurologico. Inoltre, la MCPH è associata all'assenza di cause ambientali come infezioni intrauterine, esposizione a radiazioni o farmaci prenatali, fenilchetonuria materna e asfissia alla nascita. La MCPH ha un tasso di incidenza compreso tra 1/30.000 e 1/250.000 nelle popolazioni occidentali. Ad oggi, nell'uomo sono state scoperte mutazioni in sei loci e quattro geni associati alla microcefalia. ASPM, uno di questi geni, si trova nel locus MCPH5. La causa più comune di MCPH nell'uomo è la mutazione genetica omozigote del gene ASPM, ortologo del gene del fuso anomalo di Drosophila. Nell'uomo, il gene ASPM può svolgere un ruolo importante nella crescita della corteccia cerebrale. Sono state scoperte 22 mutazioni nel gene ASPM in individui provenienti da Pakistan, Turchia, Yemen, Arabia Saudita, Giordania e Paesi Bassi.
Uno studio condotto da Kumar et al. nel Karnataka, nell'India meridionale, ha analizzato la genetica della MCPH dovuta a mutazioni nel gene ASPM. Lo studio ha incluso nove famiglie con parenti consanguinei attraverso molte generazioni familiari. Kumar et al. hanno eseguito l'analisi cromosomica G-banding ad alta risoluzione e l'analisi degli aplotipi di individui e famiglie affette da MCPH. Kumar et al. hanno riscontrato che le famiglie dell'India meridionale colpite da mutazioni nel locus MCPH5 non condividevano un aplotipo comune della malattia; gli autori hanno quindi proposto che diverse mutazioni nel gene ASPM siano responsabili della MCPH.
Uno studio genetico simile sulla MCPH in famiglie pakistane è stato condotto da Gul et al. per valutare la relazione tra le mutazioni del gene ASPM e la microcefalia. Lo studio è stato approvato dall'Institutional Review Board della Quaid-I-Azam University di Islamabad, in Pakistan, e ha comportato l'estrazione di DNA e tecniche di PCR per mappare geneticamente il gene ASPM. La genotipizzazione, effettuata utilizzando regioni microsatelliti del gene, ha rivelato che le mutazioni del locus MCPH5 sono la causa più comune di MCPH. La genotipizzazione ha inoltre collegato alla microcefalia mutazioni nel locus MCPH2, MCPH4 e MCPH6. L'analisi delle sequenze dell'ASPM negli esseri umani ha rivelato quattro nuove mutazioni; questi quattro tipi di mutazioni sono un'inserzione di quattro nucleotidi (9118insCATT), una mutazione nonsense (L3080X), una delezione di sette nucleotidi (1260delTCAAGTC) e una mutazione missense (Q3180P). Gul et al. hanno riscontrato che i genitori portatori eterozigoti per l'ASPM avevano circonferenze cerebrali e livelli di intelligenza normali. Gli scienziati non sono riusciti a identificare mutazioni nel locus MCPH5 in nove famiglie con membri affetti da MCPH. Hanno concluso che le mutazioni potrebbero essere localizzate nelle sequenze regolatrici di ASPM o che potrebbe essere mutato un gene diverso da ASPM situato nella stessa regione.
I tipi di mutazioni che causano la MCPH nell'uomo sono stati ampliati da uno studio condotto da Pichon et al. su un individuo con microcefalia primaria, che ha rivelato un punto di rottura della traslocazione nel gene ASPM. Hanno ottenuto cloni BAC con frammenti di digestione BamHI dell'inserto "RP11-32D17" e hanno utilizzato l'ibridazione in situ a fluorescenza (FISH) per etichettare i cloni con fluoresceina-12-dUTP. Per localizzare con precisione il punto di rottura della traslocazione, sono stati analizzati i frammenti di digestione BamHI di "RP11-32D17". Il punto di rottura della traslocazione è stato localizzato all'interno dell'introne 17 del gene ASPM. La traslocazione ha dato luogo a una proteina ASPM tronca, che molto probabilmente è una proteina non funzionante, come si vede anche nelle mutazioni puntiformi troncanti.

## Evoluzione
Un nuovo allele (versione) di ASPM è apparso negli ultimi 14.100 anni, con una stima media di 5.800 anni fa. Il nuovo allele ha una frequenza di circa il 50% nelle popolazioni del Medio Oriente e dell'Europa, è meno frequente in Asia orientale e ha basse frequenze tra le popolazioni dell'Africa subsahariana. Si trova anche con una percentuale insolitamente alta tra le popolazioni della Papua Nuova Guinea, con una presenza del 59,4%.
L'età media stimata dell'allele ASPM, pari a 5.800 anni fa, è approssimativamente correlata allo sviluppo del linguaggio scritto, alla diffusione dell'agricoltura e allo sviluppo delle città. Attualmente esistono due alleli di questo gene: il più vecchio (pre-5.800 anni fa) e il più recente (post-5.800 anni fa). Circa il 10% degli esseri umani ha due copie del nuovo allele ASPM, mentre circa il 50% ha due copie del vecchio allele. Il restante 40% degli esseri umani ha una copia di ciascuno. Tra coloro che hanno una copia del nuovo allele, il 50% è una copia identica. L'allele influenza il genotipo su un'ampia regione (62 kbp), un cosiddetto sweep selettivo che segnala una rapida diffusione di una mutazione (come il nuovo ASPM) nella popolazione; ciò indica che la mutazione è in qualche modo vantaggiosa per l'individuo.
I test sul quoziente intellettivo dei soggetti con e senza il nuovo allele ASPM non hanno mostrato alcuna differenza nel quoziente intellettivo medio, non fornendo alcuna prova a sostegno dell'idea che il gene aumenti l'intelligenza. Altri geni legati allo sviluppo cerebrale sembrano aver subito una pressione selettiva in diverse popolazioni. Il gene DAB1, coinvolto nell'organizzazione degli strati cellulari della corteccia cerebrale, mostra evidenze di un'espansione selettiva nei cinesi. Il gene SV2B, che codifica una proteina delle vescicole sinaptiche, mostra anch'esso segni di un'ondata selettiva negli afroamericani.